# Mesoclemmys perplexa

A Mesoclemmys perplexa é uma espécie de cágado de água doce que pertencente a família Chelidae, um grupo de tartarugas conhecidas como pleurodiras ou de pescoço lateral, devido à forma como retraem a cabeça para dentro do casco. A espécie foi formalmente descrita para a ciência somente em 2005, pelos pesquisadores Roger Bour e Hussam Zaher.
Popularmente, é conhecida no Brasil como "Cágado goiano", após a sua descoberta em Goiás. A etimologia do seu epíteto específico, perplexa, deriva do latim e significa "confuso, intrincado, obscuro ou ambíguo", este nome é uma alusão tanto à localidade tipo da espécie, a Serra das Confusões, no estado do Piauí, quanto à atribuição genérica inicialmente incerta da espécie e dos seus táxons relacionados. Originalmente descrita no Piauí, sua ocorrência foi posteriormente confirmada no estado do Ceará e, de forma mais significativa, no estado de Goiás.
Mesoclemmys perplexa é considerada uma população biogeograficamente relictual. Esta caracterização sugere que a espécie representa um remanescente de uma linhagem que habitou o Nordeste brasileiro sob condições climáticas mais úmidas no passado. Atualmente, a sua sobrevivência parece estar ligada a micro-habitats específicos, como poços de água perenes em cânions, que mimetizam essas condições pretéritas em biomas regionalmente mais secos, como a Caatinga e o Cerrado.

## Taxonomia e evolução
A classificação das tartarugas de pescoço lateral (família Chelidae), à qual pertence o Mesoclemmys perplexa, é historicamente uma das mais desafiadoras e sujeitas a constantes revisões. O gênero Mesoclemmys foi estabelecido por Gray em 1873. Contudo, muitas espécies de Chelidae, sem características diagnósticas muito claras, eram frequentemente agrupadas no gênero Phrynops, o que causou grande confusão. No início dos anos 2000, uma significativa revisão de Phrynops propôs a divisão em diversos gêneros, como Phrynops, Rhinemys, Mesoclemmys, Batrachemys, Bufocephala e Ranacephala. No entanto, Bour e Zaher (2005), ao descreverem Mesoclemmys perplexa, contestaram essa nova taxonomia. Eles argumentaram que alguns desses gêneros eram baseados em poucos caracteres distintivos que o próprio gênero Phrynops poderia ser parafilético. Por isso, Bour e Zaher optaram por uma abordagem mais conservadora, sinonimizando Batrachemys, Bufocephala e Ranacephala com Mesoclemmys. Atualmente, o gênero Mesoclemmys engloba cerca de dez espécies reconhecidas, e Mesoclemmys perplexa é uma delas. Essa dinâmica de constante revisão ressalta a dificuldade em estabelecer relações filogenéticas precisas em grupos com alta variação morfológica e amostragem geográfica limitada.
A história evolutiva do Mesoclemmys perplexa, assim como de outras espécies de Mesoclemmys e da família Chelidae, está intrinsecamente ligada à complexa biogeografia da América do Sul. As tartarugas de pescoço lateral (Pleurodira) são um grupo antigo e diversificado, com registros fósseis que datam do período Cretáceo. Embora ainda não existam estudos aprofundados sobre a história evolutiva específica de Mesoclemmys perplexa, sabe-se que as espécies do gênero Mesoclemmys se diversificaram nas formações abertas sul-americanas. O cágado goiano foi inicialmente descrito a partir de indivíduos encontrados em áreas florestadas e úmidas no Parque Nacional da Serra das Confusões, no Piauí, e também possui registros no Ceará e em Goiás.
Sua ocorrência atual em biomas como a Caatinga e o Cerrado, que são predominantemente mais secos, sugere que a sobrevivência do Mesoclemmys perplexa pode depender de microhabitats específicos, como poços de água perenes em cânions. Esses ambientes podem ter servido como refúgios, mimetizando condições mais úmidas que foram mais prevalentes em sua área de ocorrência original no passado geológico. Isso indica uma notável capacidade de adaptação a ambientes com recursos hídricos limitados e uma possível resiliência evolutiva frente às mudanças climáticas ao longo do tempo.
A carência de estudos detalhados sobre a ecologia básica e o ciclo reprodutivo do Mesoclemmys perplexa ainda limita uma compreensão mais completa de sua história evolutiva e das pressões seletivas que moldaram suas características atuais. A contínua descoberta de novas espécies e a revisão de grupos já conhecidos na América do Sul, como o Mesoclemmys perplexa, sublinham a vasta e ainda pouco explorada biodiversidade do continente, reforçando a necessidade de mais pesquisas para desvendar a evolução e taxonomia desses fascinantes répteis.

## Características gerais
A morfologia de Mesoclemmys perplexa apresenta um conjunto de características distintivas, detalhadas na sua descrição original por Bour e Zaher (2005).
A carapaça de M. perplexa é descrita como baixa e estreita, uma característica que se acentua em indivíduos adultos, nos quais pode ocorrer uma constrição lateral. As proporções confirmam esta forma relativamente achatada e alongada: a relação entre a profundidade e o comprimento da carapaça varia de aproximadamente 0.25 em juvenis a 0.28 em adultos, enquanto a relação entre a largura e o comprimento varia de cerca de 0.7 em juvenis a 0.6 em adultos. Esta forma pode conferir vantagens adaptativas em ambientes com vegetação aquática densa ou em fendas rochosas, comuns nos cânions onde foi originalmente encontrada. Uma característica marcante é a presença de uma quilha dorsal suave e contínua, que se estende desde o segundo até ao quinto escudo vertebral (V2 a V5) no holótipo juvenil. Esta quilha moderada é um traço importante, pois diferencia M. perplexa da maioria das outras espécies do género Mesoclemmys, com exceção de Mesoclemmys gibba.
O plastrão de M. perplexa é relativamente curto e estreito, as placas axilares (alongadas) e inguinais (trapezoidais), localizadas na ponte, são distintas, embora pequenas. A coloração do plastrão é  predominantemente amarelado, mas ostenta uma larga mancha central marrom, de contornos simétricos, que se estende desde a placa umeral até à femoral, continuando ao longo da ponte e projetando-se sobre a placa intergular. Este padrão de pigmentação é descrito como semelhante à ornamentação observada na maioria das espécies de Mesoclemmys reconhecidas na descrição original, mas diferencia M. perplexa de espécies como M. dahli, M. hogei e M. zuliae, que possuem plastrão não pigmentado.
A cabeça de M. perplexa é moderadamente grande em proporção ao corpo (a relação entre a largura da carapaça e a largura da cabeça é de aproximadamente 3:1), com uma forma achatada e regularmente pontiaguda. Os escudos (placas córneas) que recobrem a parte dorsal da cabeça são bem delimitados, mas não são protuberantes. Os escudos frontal e temporal não são salientes; os frontais, em particular, formam uma figura cruciforme mais ou menos óbvia, uma característica partilhada com M. gibba.
O pescoço é coberto por numerosas projeções cutâneas pequenas e arredondadas, não possuindo tubérculos alongados ou pontiagudos. A coloração da cabeça e do pescoço também é distintiva. Dorsalmente, a cabeça, o pescoço e os membros são de um tom cinza opaco. Uma característica importante para a diagnose é a aparente ausência de uma faixa ocular escura, um traço presente em outras espécies do género como M. dahli, M. raniceps, M. vanderhaegei e M. zuliae.
Os membros de M. perplexa são notavelmente esguios e de constituição leve. A parte frontal do antebraço é coberta por aproximadamente quatro a cinco fileiras longitudinais de placas ovais, quadrangulares ou em forma de meia-lua, que se sobrepõem ligeiramente. As pernas, por sua vez, possuem duas fileiras de quatro a cinco placas alargadas: as internas (fibulares) têm forma de meia-lua, as externas (tibiais) são mais arredondadas, e a placa mais distal em cada fileira é consideravelmente maior que as restantes.
Esta combinação de traços morfológicos não só serve para a diagnose, mas também pode refletir adaptações específicas ao seu micro-habitat relictual ou uma história evolutiva particular dentro do género Mesoclemmys. A descrição original detalhada por Bour e Zaher (2005) estabelece, assim, um padrão robusto para a identificação e serve como uma referência fundamental para estudos taxonômicos futuros, especialmente à medida que novas espécies do género são descritas ou quando dados genéticos se tornam mais disponíveis para análises filogenéticas.

## Distribuição geográfica
A espécie Mesoclemmys perplexa, uma tartaruga de pescoço lateral pertencente à família Chelidae, possui uma distribuição geográfica restrita, sendo endêmica do Brasil. Sua ocorrência é associada principalmente a ecossistemas de Caatinga e Cerrado em regiões do Nordeste e Centro-Oeste brasileiro.
A localidade da Mesoclemmys perplexa foi definida no Parque Nacional da Serra das Confusões, nos municípios de Conceição do Canindé e Queimada Nova, no sul do estado do Piauí, Brasil. Esta área faz parte da bacia do Rio Parnaíba e é caracterizada por um clima tropical semiárido, com vegetação predominante de Caatinga. Os espécimes originais foram coletados em pequenas lagoas localizadas em cânions dentro de extensos platôs areníticos, com a presença de vegetação de Carrasco e floresta seca em seus arredores. A descrição da espécie ocorreu em 2005 por Bour e Zaher.
Após sua descrição inicial, a distribuição conhecida de M. perplexa foi expandida com o registro de novas localidades:
- Estado de Goiás: Em 2011, foi reportado um novo registro para a espécie na Estação Ecológica de Nova Roma (ESEC-NR), localizada no município de Nova Roma, nordeste de Goiás. Este registro representou uma significativa extensão da área de ocorrência conhecida, cerca de 620 km a sudoeste da localidade-tipo no Piauí. O habitat em Goiás difere da Caatinga do Piauí, sendo caracterizado por um mosaico de tipos de vegetação do bioma Cerrado.[2]
- Estado do Ceará: A espécie também é referenciada como ocorrendo no estado do Ceará, conforme indicado por algumas bases de dados taxonômicas e registros bibliográficos.

A raridade de registros e a distribuição aparentemente disjunta sugerem que Mesoclemmys perplexa pode ter uma distribuição mais ampla e fragmentada do que o atualmente documentado, ou ser naturalmente rara em suas populações. A carência de dados completos sobre sua biologia e ecologia dificulta uma avaliação precisa de seu estado de conservação, não possuindo, até o momento, uma avaliação formal na Lista Vermelha da IUCN.

## Relação com a ecologia do ambiente
O conhecimento sobre a ecologia e o comportamento de Mesoclemmys perplexa é ainda incipiente, refletindo a sua descoberta científica relativamente recente e a sua natureza potencialmente elusiva. Informações sobre a dieta da M. perplexa são inexistentes, e para seu o seu comportamento, o único comportamento citado nos estudos que os espécimes encontrados na ESEC-NR, em Goiás, estavam ativos durante o dia.
Considera-se que a espécie é um remanescente de uma linhagem que prosperou sob um clima mais úmido no nordeste brasileiro no passado. A sua presença atual em biomas como a Caatinga (onde foi originalmente descrita) e o Cerrado (onde foi posteriormente encontrada) está, portanto, condicionada à existência de micro-habitats que retêm características de um ambiente historicamente mais úmido. A sua aparente dependência de poços de água perenes na Caatinga, que contrasta com os hábitos da Mesoclemmys tuberculata (outra espécie de cágado que ocorre na mesma região), sugere uma especialização de nicho e uma adaptação a refúgios úmidos.

## Ameaças e Conservações
A espécie é considerada ameaçada, mas ainda não possui uma avaliação formal na Lista Vermelha de Espécies Ameaçadas da União Internacional para a Conservação da Natureza (IUCN). As principais ameaças ao Mesoclemmys perplexa são a perda e a degradação de seu habitat natural, causadas principalmente pela expansão da agricultura e pecuária, bem como pela poluição da água. A coleta para o comércio de animais de estimação também é um fator de risco para a sobrevivência da espécie.

Algumas populações da espécie são encontradas em áreas protegidas, como o Parque Nacional da Serra das Confusões, no Piauí, o que contribui para sua conservação. No entanto, a falta de estudos aprofundados sobre sua biologia e ecologia dificulta a elaboração de estratégias de proteção mais eficazes.